# Huncherange
Huncherange (Hunchereng en luxembourgeois, Huncheringen en allemand) est une section de la commune luxembourgeoise de Bettembourg située dans le canton d'Esch-sur-Alzette.
En 2012, le village comptait 615 habitants.

## Toponymie
- luxembourgeois: Hënchereng, allemand: Huncheringen.
- Les noms de famille Huncheringer & Houncheringer se rapportent à cette localité et désignent les habitants.